# Adrian Kempe
Pour les articles homonymes, voir Kempe.
Michael Adrian Kempe (né le 13 septembre 1996 à Kramfors en Suède) est un joueur professionnel suédois de hockey sur glace. Il évolue au poste d'attaquant. Il est le frère de Mario Kempe.

## Biographie

### Carrière en club
Formé à Kramfors-Alliansen, il passe professionnel avec le MODO Hockey dans l'Elitserien en 2013. Il joue alors avec son frère Mario Kempe. Il est choisi au premier tour, en vingt-neuvième position par les Kings de Los Angeles lors du repêchage d'entrée dans la LNH 2014. Il part en Amérique du Nord en 2015. Il est assigné aux Monarchs de Manchester dans la Ligue américaine de hockey. Les Monarchs remportent la Coupe Calder 2015.
Le 11 février 2023, il inscrit quatre buts avec les Kings lors d'une victoire 6-0 face aux Penguins de Pittsburgh.

### Carrière internationale
Il représente la Suède au niveau international. Il a pris part aux sélections jeunes.

## Statistiques

### En club
| Saison     | Équipe                 | Ligue      |     | Saison régulière | Saison régulière | Saison régulière | Saison régulière | Saison régulière |    | Séries éliminatoires | Séries éliminatoires | Séries éliminatoires | Séries éliminatoires | Séries éliminatoires |
| Saison     | Équipe                 | Ligue      | PJ  | B                | A                | Pts              | Pun              | PJ               | B  | A                    | Pts                  | Pun                  |                      |                      |
| 2013-2014  | MODO Hockey            | SHL        | 45  | 5                | 6                | 11               | 12               | 2                | 0  | 1                    | 1                    | 0                    |                      |                      |
| 2014-2015  | MODO Hockey            | SHL        | 50  | 5                | 12               | 17               | 42               | 4                | 1  | 2                    | 3                    | 2                    |                      |                      |
| 2014-2015  | Monarchs de Manchester | LAH        | 3   | 0                | 0                | 0                | 2                | 17               | 8  | 1                    | 9                    | 2                    |                      |                      |
| 2015-2016  | Reign d'Ontario        | LAH        | 55  | 11               | 17               | 28               | 27               | 13               | 4  | 1                    | 5                    | 2                    |                      |                      |
| 2016-2017  | Reign d'Ontario        | LAH        | 46  | 12               | 8                | 20               | 44               | -                | -  | -                    | -                    | -                    |                      |                      |
| 2016-2017  | Kings de Los Angeles   | LNH        | 25  | 2                | 4                | 6                | 6                | -                | -  | -                    | -                    | -                    |                      |                      |
| 2017-2018  | Kings de Los Angeles   | LNH        | 81  | 16               | 21               | 37               | 49               | 4                | 0  | 0                    | 0                    | 2                    |                      |                      |
| 2018-2019  | Kings de Los Angeles   | LNH        | 81  | 12               | 16               | 28               | 50               | -                | -  | -                    | -                    | -                    |                      |                      |
| 2019-2020  | Kings de Los Angeles   | LNH        | 69  | 11               | 21               | 32               | 29               | -                | -  | -                    | -                    | -                    |                      |                      |
| 2020-2021  | Kings de Los Angeles   | LNH        | 56  | 14               | 15               | 29               | 28               | -                | -  | -                    | -                    | -                    |                      |                      |
| 2021-2022  | Kings de Los Angeles   | LNH        | 78  | 35               | 19               | 54               | 46               | 7                | 2  | 4                    | 6                    | 0                    |                      |                      |
| 2022-2023  | Kings de Los Angeles   | LNH        | 82  | 41               | 26               | 67               | 55               | 6                | 5  | 3                    | 8                    | 2                    |                      |                      |
| 2023-2024  | Kings de Los Angeles   | LNH        | 77  | 28               | 47               | 75               | 72               | 5                | 4  | 1                    | 5                    | 4                    |                      |                      |
| Totaux LNH | Totaux LNH             | Totaux LNH | 549 | 159              | 169              | 328              | 335              | 22               | 11 | 8                    | 19                   | 8                    |                      |                      |

### En équipe nationale
| Année | Équipe    | Compétition                  |    | PJ | B | A | Pts | Pun | +/-                |  | Résultat |
| 2014  | Suède U18 | Championnat du monde -18 ans | 7  | 1  | 6 | 7 | 16  | -2  | 4e place           |  |          |
| 2015  | Suède U20 | Championnat du monde junior  | 6  | 4  | 4 | 8 | 2   | 0   | 4e place           |  |          |
| 2016  | Suède U20 | Championnat du monde junior  | 7  | 3  | 5 | 8 | 8   | +1  | 4e place           |  |          |
| 2018  | Suède     | Championnat du monde         | 10 | 2  | 6 | 8 | 8   | +6  | Médaille d'or      |  |          |
| 2019  | Suède     | Championnat du monde         | 8  | 3  | 3 | 6 | 2   | +1  | 5e place           |  |          |
| 2021  | Suède     | Championnat du monde         | 7  | 1  | 4 | 5 | 2   | 0   | 10e place          |  |          |
| 2024  | Suède     | Championnat du monde         | 10 | 0  | 6 | 6 | 4   | +4  | Médaille de bronze |  |          |
| 2025  | Suède     | Confrontation des 4 nations  | 3  | 1  | 0 | 1 | 0   | -2  | 3e place           |  |          |

## Trophées et honneurs personnels

### Ligue nationale de hockey
- 2021-2022 : participe au 66e Match des étoiles